# Касес, Начо
Игнасио 'Начо' Касес Мора (исп. Ignacio 'Nacho' Cases Mora; 22 декабря 1987, Хихон, Испания) — испанский футболист, полузащитник клуба АЕК (Ларнака).

## Карьера
Свою карьеру Начо начал в дубле хихонского «Спортинга», где отыграл 6 сезонов. В 2011 году он был переведён из резервного состава в состав первой команды клуба. 9 января Начо дебютировал за «Спортинг», выйдя в стартовом составе на матч 18-го тура Примеры против «Расинга» (1:1).
За первый сезон, проведённый в основе «рохибланкос», Начо сыграл 18 матчей и забил 1 гол, а также отдал голевой пас на Мигеля де лас Куэваса в игре против «Реала», в котором его клуб сенсационно одержал победу со счётом 0:1.